# 鄭汝璧
鄭汝璧（1546年—1607年），字邦章，號昆巖，浙江處州縉雲縣人，軍籍，明朝政治人物。

## 生平
隆慶元年（1567年）丁卯科浙江鄉試第六十七名舉人。隆慶二年（1568年）聯捷戊辰科會試第二百三十五名，二甲第五十二名進士。始授刑部江西司主事，累迁云南司郎中，萬曆二年（1574年）调任禮部儀制司员外郎，掌郎中事。三年任吏部验封司郎中，轉吏部文选司郎中，父喪守制。万历六年（1579年）三月，升太常寺少卿，提督四夷馆。四月，降福建左參議。八年，升廣東副使，乞休歸。家居十二年，十九年起復山西井陉兵备副使，旋調赤城參政，升为河南左参政，又转任陕西榆林中路按察使。二十一年（1593年），升任山东右布政使，寻加右佥都御史，巡抚山东，丁母憂去職。万历二十七年（1599年）孝满起复，任南京太常寺少卿。三十年仍以右佥都御史，巡抚延绥。三十三年（1605年）升为兵部右侍郎，总督宣大、山西等地军务。三十五年夏（1607）以病乞歸，得旨允准，行至山东荆门驿，卒于舟中。著有《由庚堂集》三十八卷。

## 家族
曾祖鄭因；祖父鄭文；父鄭重，母樊氏（廣西參政樊獻科姊妹）。重庆下。弟汝奎、汝翼、汝軫。